# Geochemia
Geochemia – gałąź nauk geologicznych zajmująca się historią naturalną Ziemi z chemicznego punktu widzenia.
Geochemia stawia sobie następujące główne cele:
1. poznanie składu chemicznego całej Ziemi oraz poszczególnych jej warstw;
2. ustalenie zasad rządzących rozmieszczeniem pierwiastków i związków chemicznych w obrębie poszczególnych środowisk ziemskich;
3. przedstawienie charakterystyki fizykochemicznej środowisk geologicznych oraz procesów chemicznych, które doprowadziły do ich powstania;
4. prześledzenie w skali geologicznej historii Ziemi zmian geochemicznych, zachodzących zarówno na Ziemi jako całości, jak też w poszczególnych geosferach oraz rozpoznanie czynników, które miały wpływ na te przemiany.

Geochemię dzieli się na organiczną i nieorganiczną.